# Guldgrön sammetslöpare
Guldgrön sammetslöpare (Chlaenius nigricornis) är en skalbaggsart som först beskrevs av Fabricius 1787.  Guldgrön sammetslöpare ingår i släktet Chlaenius, och familjen jordlöpare. Enligt den finländska rödlistan är arten starkt hotad i Finland. Enligt den svenska rödlistan är arten nära hotad i Sverige. Arten förekommer i Götaland, Gotland, Öland och Svealand. Arten har tidigare förekommit i Nedre Norrland och Övre Norrland men är numera lokalt utdöd. Artens livsmiljö är fuktiga gräsmarker, dikesrenar.

## Bildgalleri

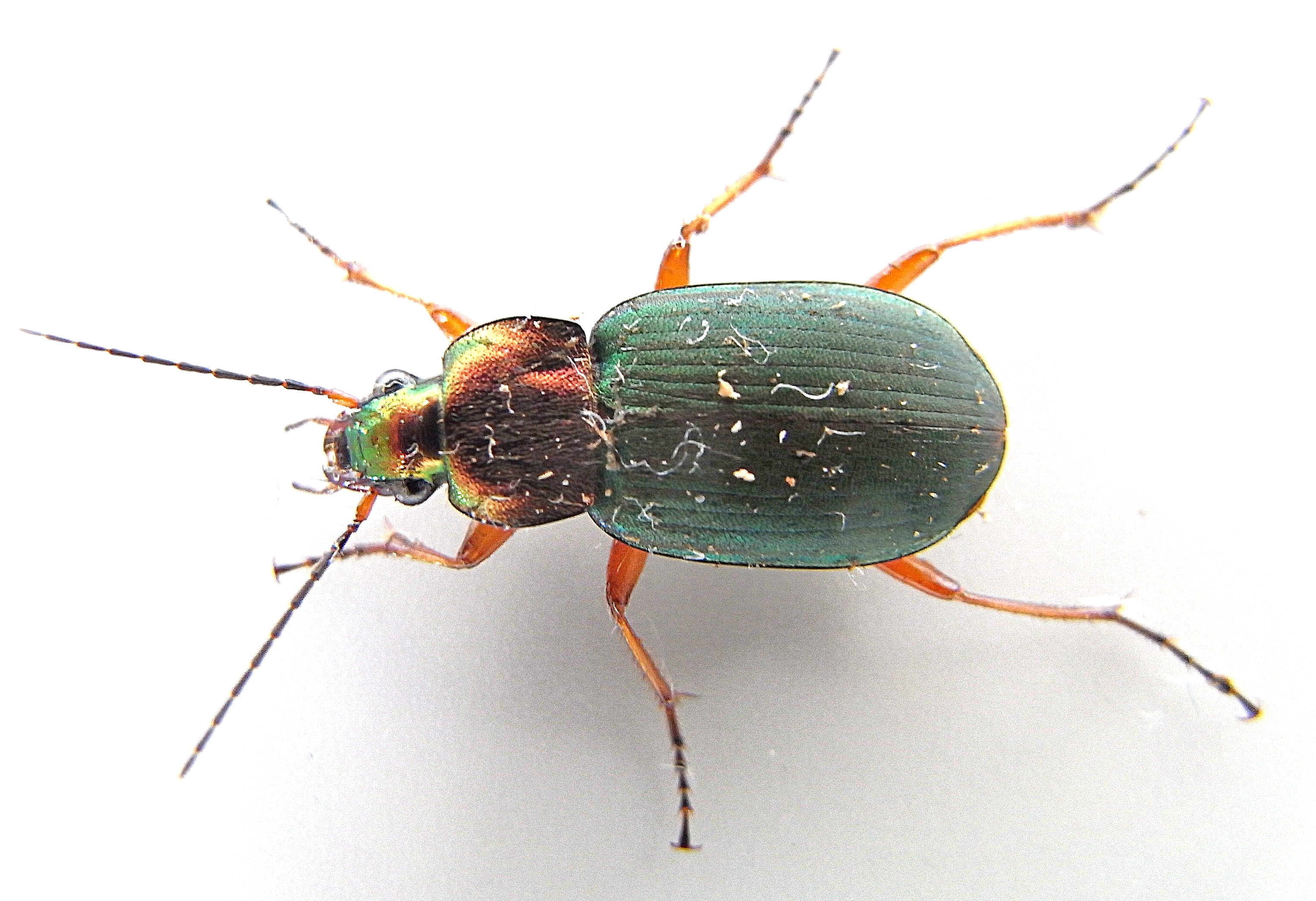
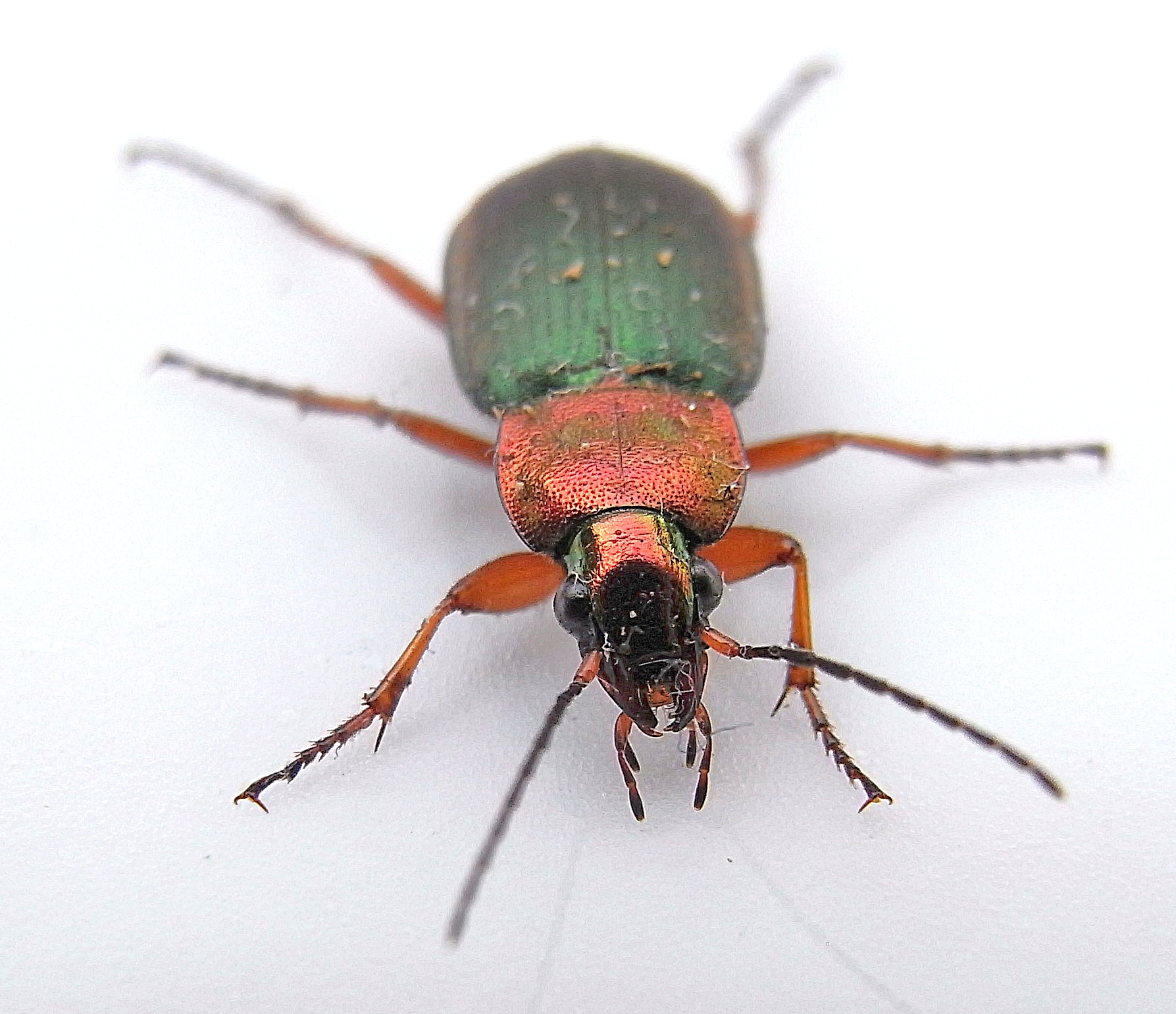
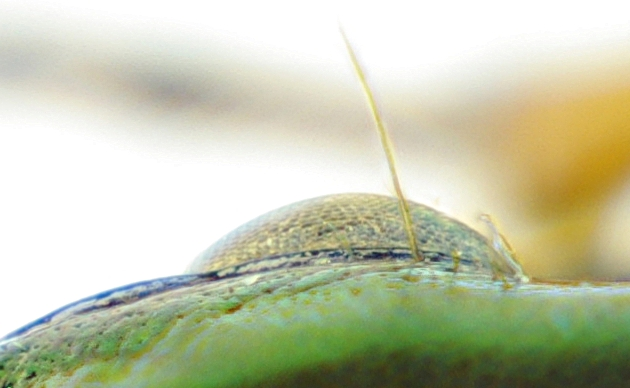
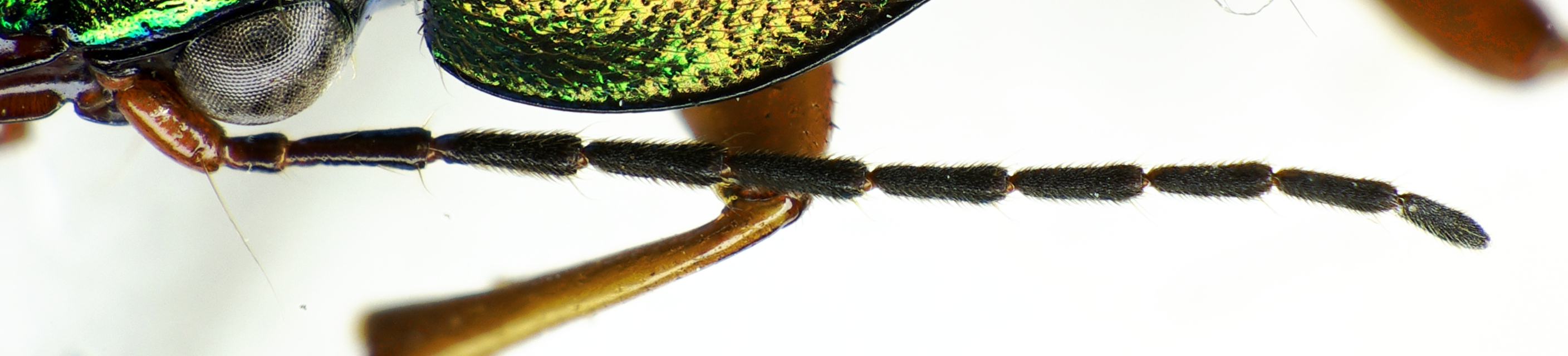
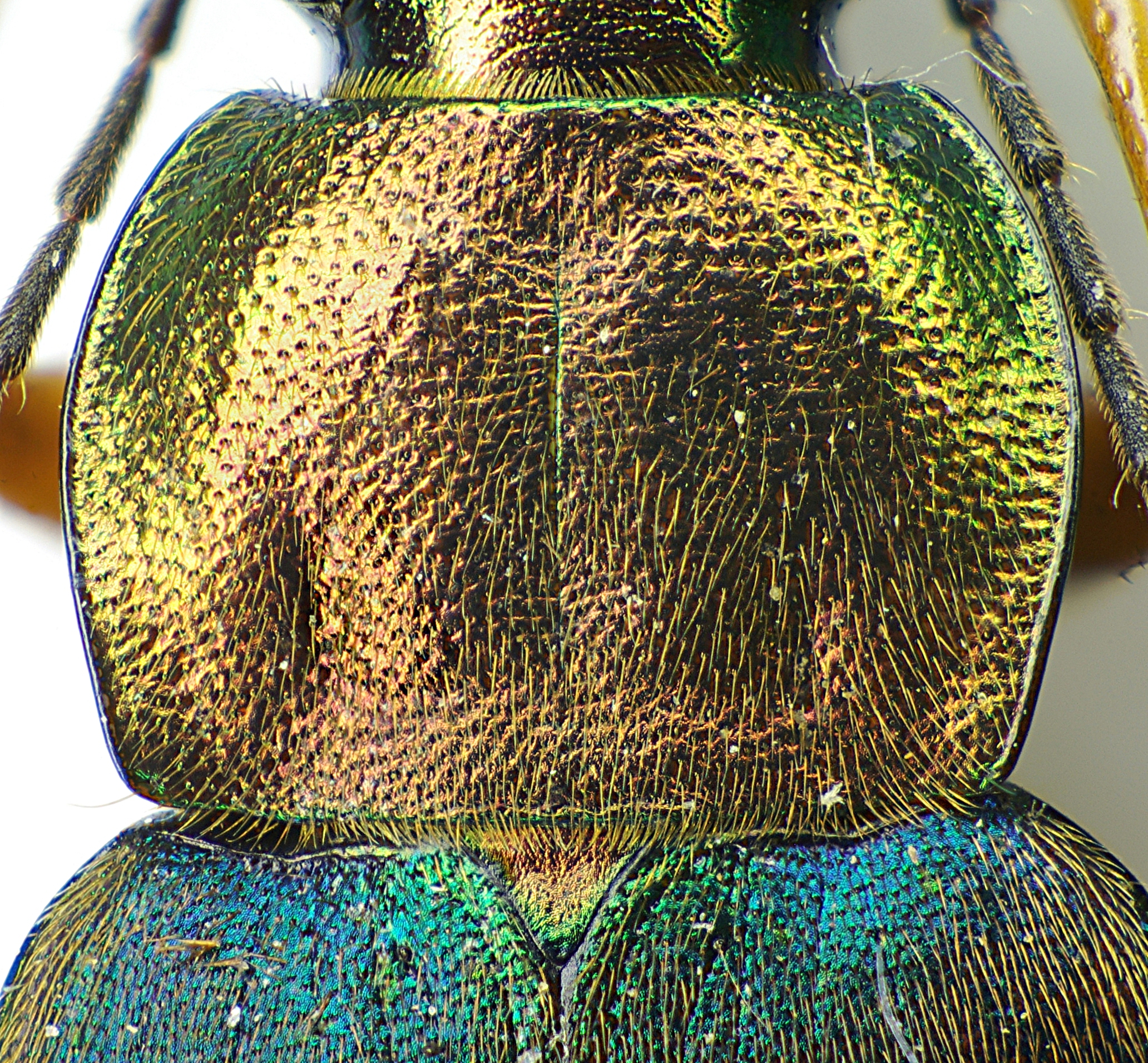
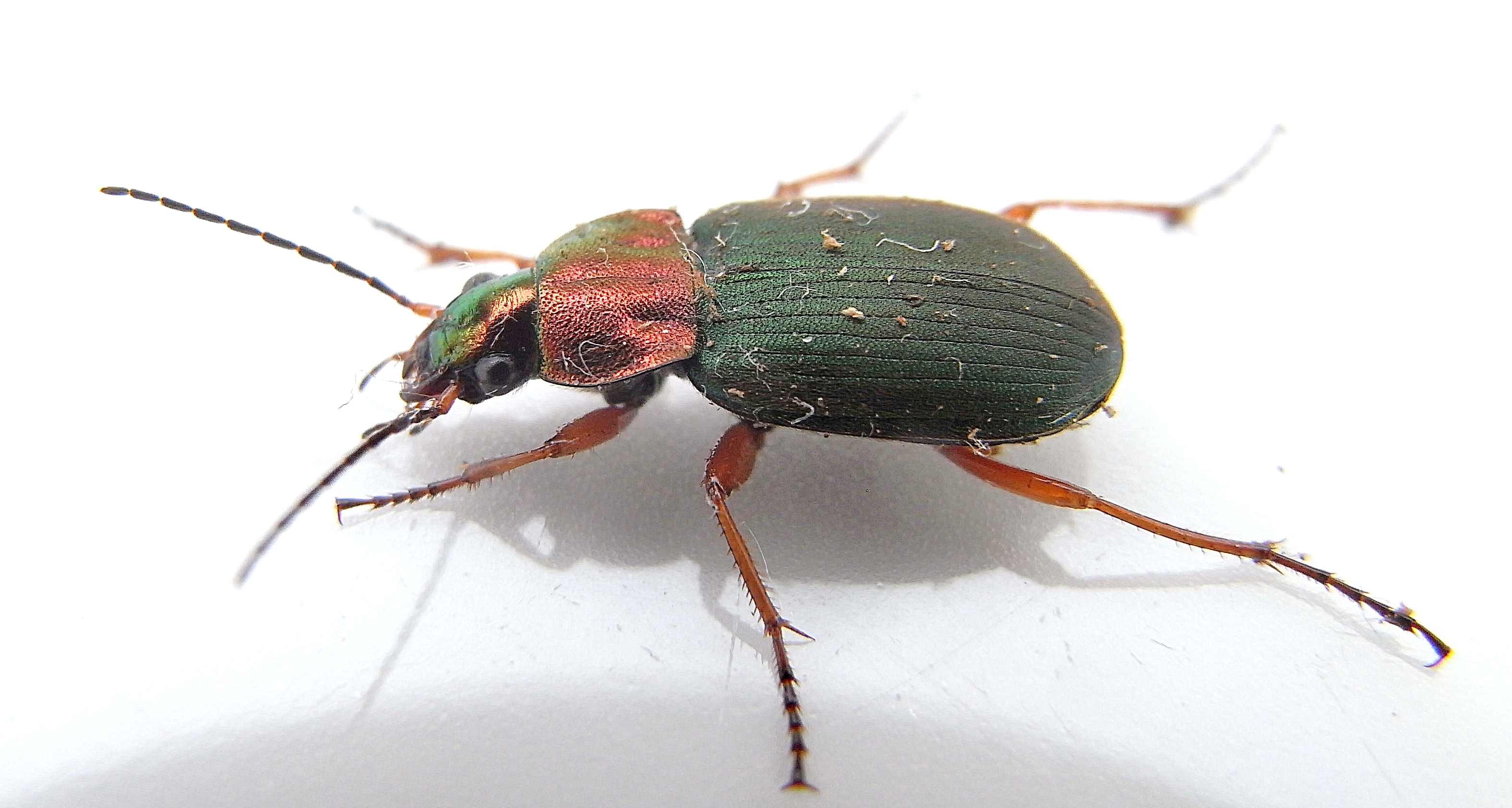